# Dhuseni (Lamjung)
Pour les articles homonymes, voir Dhuseni.
Dhuseni (en népalais : धुसेनी) est un comité de développement villageois du Népal situé dans le district de Lamjung. Au recensement de 2011, il comptait 1 254 habitants.